# یواس‌اس ناوس (ای‌کی-۱۰۵)
یواس‌اس ناوس (ای‌کی-۱۰۵) (به انگلیسی: USS Naos (AK-105)) یک کشتی بود که طول آن ۴۴۱ فوت ۶ اینچ (۱۳۴٫۵۷ متر) بود. این کشتی در سال ۱۹۴۳ ساخته شد.